# Cowpunk

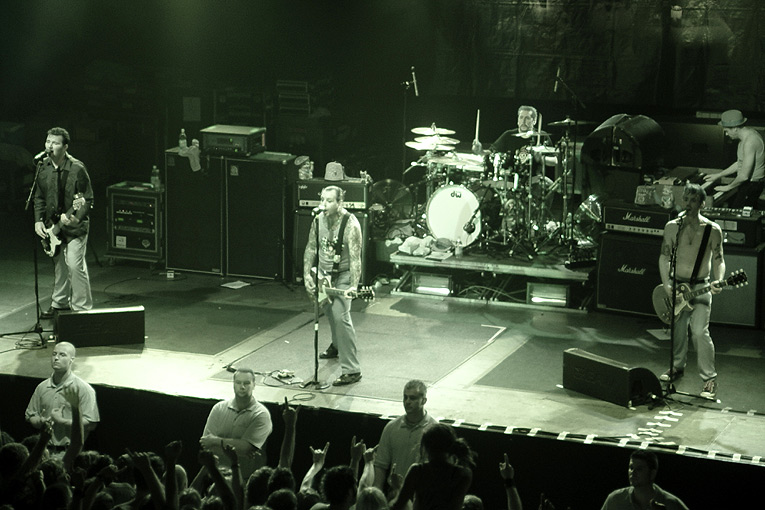
Foto de un concierto de Social Distortion, una de las bandas mencionadas en haber abarcado el cowpunk.

El cowpunk o country punk es un género musical que surgió en los años 1980. El movimiento cowpunk tomó la inmediatez del punk con los sonidos y temáticas del country y la música tradicional estadounidense. En sus orígenes estuvo también influido por el boom del psychobilly (con The Cramps y Stray Cats como cabezas visibles) y la aparición de bandas de swamp rock y punk blues como The Gun Club, que mezclaron punk con blues. Las primeras bandas fueron menospreciadas desde Nashville (Tennessee), uno de los grandes centros neurálgicos de la escena country tradicional.
Las bandas que dieron nombre al estilo son Jason & The Scorchers, Meat Puppets, Mojo Nixon, The Lazy Cowgirls, Beat Farmers, The Long Ryders, The Mekons y otras, como Social Distortion, que comenzó como un grupo de hardcore punk, fue variando hacia el cowpunk a finales de los años 1980.
La influencia del cowpunk se puede encontrar en la eclosión del country alternativo de principios de la década de 1990, o en bandas como Throw Rag, The Reverend Horton Heat y Supersuckers.